# Пероеды
Пероеды (лат. Philopteridae) — семейство бескрылых насекомых из отряда пухоедов и вшей. Постоянные паразиты птиц.

## Описание
Семейство пухоедов, паразитирующих на птицах многих отрядов, в том числе на курах, индейках, голубях. Это семейство является самым крупным среди Ischnocera, и его представители отличаются от других тем, что не имеют цельного переднего края головы и имеют по два коготка лапок на каждой ноге. Усики 5-члениковые. Считается, что все виды питаются фрагментами перьев и мёртвой кожи. Как и в случае с другими Ischnocera, многие самцы Philopteridae используют свои усики, чтобы обхватить самку во время совокупления, а у одного рода, Harrisoniella, усики самцов намного больше, чем передние ноги, которые взяли на себя сенсорную функцию. Насчитывается около 100 родов и 1500 видов.

## Классификация
Более 100 родов. Группа парафилетическая и требует таксономической ревизии.
- Acidoproctus
- Acutifrons
- Aegypoecus
- Alcedoecus
- Alcedoffula
- Anaticola
- Anatoecus
- Aquanirmus
- Ardeicola
- Ardeiphagus
- Auricotes
- Austrogoniodes
- Austrophilopterus
- Bedfordiella
- Bizarrifrons
- Bobdalglieshia
- Bothriometopus
- Brueelia
- Bucerocophorus
- Buceroemersonia
- Buceronirmus
- Bucorvellus
- Buerelius
- Campanulotes
- Capraiella
- Caracaricola
- Carduiceps
- Centropodiella
- Chelopistes
- Cirrophthirius
- Colilipeurus
- Colinicola
- Coloceras
- Columbicola
  - Columbicola extinctus
- Cotingacola
- Craspedonirmus
- Craspedorrhynchus
- Cuclotocephalus
- Cuclotogaster
- Cuculicola
- Cuculoecus
- Cummingsiella
- Dahlemhornia
- Degeeriella
- Discocorpus
- Docophorulus
- Echinophilopterus
- Emersoniella
- Episbates
- Esthiopterum Harrison, 1916
- Esthiopterum Fabricius, 1794
- Esthiopterum Scopoli, 1763
- Falcolipeurus
- Falcolius
- Forficuloecus
- Formicaphagus
- Formicaricola
- Fulicoffula
- Furnariphilus
- Galliphilopterus
- Goniocotes
- Goniodes
- Haffneria
- Halipeurus
- Harrisoniella
  - Harrisoniella hopkinsi
- Heptapsogaster
- Hopkinsiella
- Ibidoecus
- Incidifrons
- Kelloggia
- Kodocephalon
- Labicotes
- Lagopoecus
- Lamprocorpus
- Leipoiella
- Lipeurus
- Lunaceps
- Malaulipeurus
- Megaginus
- Megapeostus
- Megapodiella
- Meinertzhageniella
- Melibrueelia
- Meropoecus
- Mulcticola
- Nakicola
- Naubates
- Neophilopterus
- Neopsittaconirmus
- Nesiotinus
- Nothocotus
- Nyctibicola
- Ornicholax
- Ornithobius
- Osculotes
- Otidoecus
- Oxylipeurus
- Pachyskelotes
- Paraclisis
- Paragoniocotes
- Paroncophorus
- Passonomedea
- Pectenosoma
- Pectinopygus
- Pelmatocerandra
- Penenirmus
- Perineus
- Philoceanus
- Philopteroides
- Philopterus
- Physconella
- Physconelloides
- Picicola
- Podargoecus
- Pseudocophorus
- Pseudolipeurus
- Pseudonirmus
- Pseudophilopterus
- Psittaconirmus
- Psittoecus
- Pterocotes
- Quadraceps
- Rallicola Johnston & Harrison, 1911
  - Rallicola extinctus
- Rhopaloceras
- Rhynonirmus
- Rotundiceps
- Saemundssonia
- Splendoroffula
- Strigiphilus
  - Strigiphilus garylarsoni
- Strongylocotes
- Struthiolipeurus
- Sturnidoecus
- Syrrhaptoecus
- Theresiella
- Tinamotaecola
- Trabeculus
- Trichodopeostus
- Trichophilopterus
- Trogoniella
- Trogoninirmus
- Turnicola
- Turturicola
- Upupicola
- Vernoniella
- Wilsoniella